# Pseudomys glaucus
El ratón azul grisáceo (Pseudomys glaucus) es una especie de roedor múrido conocido solo a partir de unos pocos ejemplares colectados en el este de Australia, y que en la actualidad se considera extinto.

## Taxonomía
El taxón fue descrito por Oldfield Thomas en 1910. El número de especímenes identificados como Pseudomys glaucus se limita a tres, dos de los cuales fueron encontrados en el estado nororiental de Queensland antes de 1892 (fecha de su presentación en el Museo de Historia Natural de Londres), y el restante siendo recolectado al sur en Cryon, Nueva Gales del Sur, en 1956.

## Descripción
Especie adscrita al género Pseudomys, estos roedores australianos eran similares al conocido ratón doméstico (Mus musculus). El cuerpo de Pseudomys glaucus era robusto, con un pelaje fino y denso, blanco en la parte inferior y de un color azul grisáceo pálido en las partes superiores. Los especímenes colectados promediaban los 95 milímetros de longitud (cabeza en conjunto con el cuerpo), en tanto que su cola (cubierta de un pelo blanquecino) medía alrededor de 100 milímetros (siendo así ligeramente más larga). El peso de los ejemplares rondaba los 25 a 30 gramos.
El ratón azul grisáceo era probablemente omnívoro, consumidor de diversos invertebrados, semillas, frutos y otros materiales vegetales. Es posible que habitara bosques abiertos y ambientes forestales con sotobosque arbustivo que proporcionara un suministro de semillas durante todo el año.

## Extinción
El último registro que se tiene de Pseudomys glaucus data de 1956. Tomando en cuenta que los estudios realizados desde entonces no han logrado localizarlo,  la UICN ha clasificado a la especie como extinta a partir de 2008. Se atribuye su desaparición a la modificación del hábitat (para la actividad ganadera y agrícola), a la depredación de gatos asilvestrados y (posiblemente) zorros rojos invasores y a la competencia con los ratones domésticos introducidos.